# Michal Kudělka
Michal Kudělka (3. září 1947, Praha – 12. srpna 2001, tamtéž) byl český akademický malíř, ilustrátor, grafik, typograf a pedagog.

## Život
Michal Kudělka vystudoval v letech 1965–1971 pod vedením profesorů Zdeňka Sklenáře, Antonína Strnadela a Jiřího Trnky Vysokou školu uměleckoprůmyslovou v Praze. Jako výtvarný redaktor, později i vedoucí výtvarné redakce nakladatelství Albatros, graficky upravil celou řadu titulů. Jako ilustrátor projevoval zájem o historii a populárně naučnou literaturu. Svou volnou tvorbu vystavil například v Galerii Vincence Kramáře. Působil také jako učitel figurálního kreslení a dějin umění na Střední průmyslové škole grafické v Praze.
Byl synem výtvarníka Zdeňka Kudělky.

## Z knižních ilustrací

### Populárně naučná literatura
- Dějiny českých zemí v obrazech (2006).
- Marcela Efmertová: České země 1848–1918 (1995).
- Benjamin Fragner: Labyrinty měst (1984).
- Jiří Grygar: Sejdeme se v nekonečnu (1979).
- Zuzana Holasová: Bible – kniha knih (1991).
- Petr Křivský: Věk starý a nový (1985).
- Naděžda Kubů: České země v době renesance (1994).
- Rozum do kapsy (1988).
- Bohuslav Šnajder: Tichá hrozba (1984).

### Krásná literatura
- Max Brand: Hvízdavý Dan (1991).
- Alexandre Dumas: Salvator (1986).
- Otto Janka: Let plachého čaroděje (1989).
- Otto Janka: Rytíř na kajaku (1988).
- Renate Krügerová: Dobrodružství pernikářského tovaryše (1989).
- Josef Pohl: Právo posledního slova (1976).
- Eduard Štorch: Meč proti meči (2001).
- Eduard Štorch: O Děvín a Velehrad (2000).
- Radu Tudoran: Napněte všechny plachty! (1988).